# Freier Theologe
Als Freie Theologen bezeichnet man Personen, die ein abgeschlossenes Theologiestudium haben und bei keiner kirchlichen Institution angestellt sind. Freie Theologen arbeiten freiberuflich und sind in der Ausübung ihrer Tätigkeit an keine kirchlich-institutionellen Vorgaben gebunden. Sie gestalten Feiern von Lebensübergängen wie Geburt, Taufe, Firmung, Konfirmation, Initiationsrituale, Hochzeit, Jubiläen, Verabschiedungen, Beerdigungen und verschiedene Segensfeiern ohne Bindung an kirchlich vorgegebene Formen. Neben Ritualen sind freie Theologen auch in der psychosozialen Beratung und Begleitung tätig.
Es gibt auch Pastoren, die sich als Freie Theologen für eine freie Zeremonien anbieten, und zwar sowohl für weltanschaulich neutrale Zeremonien als auch für solche mit christlichen Elementen. Geistliche als Mietpastoren werden von den großen Kirchen kritisch gesehen.